# Robin van Geerke
Robin van Geerke (1963) is een Surinaams pianist, componist en arrangeur. Hij was tientallen jaren de pianist en arrangeur van Fra Fra Sound. Hij schreef het arrangement van Lobi de ete dat in 2014 het winnende lied was tijdens SuriPop.

## Biografie
Eind 20e en begin 21e eeuw was hij pianist en arrangeur voor Fra Fra Sound, een band in Nederland met musici van Surinaamse komaf. Verder speelde hij in de muziekgroepen 4Sure en SurFive.
Hij wordt gezien als een invloedrijk musicus binnen de geïmproviseerde Afro-Caribische muziekscene. Hij werkt geregeld samen met andere artiesten. Voor het debuutalbum Eygi sani (2012) van Norrie (Norman van Geerke) rekruteerde hij alle sessiemuzikanten en samen met Vincent Henar coacht hij de jeugdband Nyun Pransun (Nieuwe Aanwas).
Samen met componist Dave MacDonald arrangeerde hij Surinaamse gedichten naar muziekstukken ten behoeve van de De Stilte Van Het Ongesproken Woord. Deze voorstelling werd in 2014 opgevoerd in theater- en schoolconcerten en werd opgenomen op een dvd.
In hetzelfde jaar schreef hij voor SuriPop XVIII het arrangement van het winnende lied Lobi de ete van schrijver Cornelis Amafo. Het werd gezongen door Dominique Ravenberg en Rodney Deekman.